# Bab al-Mandab
Der Bab al-Mandab (arabisch باب المندب, DMG Bāb al-mandab ‚Tor der Tränen‘), in Deutschland ebenfalls gebräuchlich ist die Schreibung Bab el-Mandeb, ist eine rund 27 Kilometer breite Meeresstraße. Sie verbindet das Rote Meer mit dem Golf von Aden, der ein Teil des Arabischen Meeres und damit des Indischen Ozeans ist. Die Anrainerstaaten sind Jemen, Eritrea und Dschibuti.
Bab al-Mandab steht seit 2023 im Zentrum der Krise am Roten Meer durch die Angriffe der Miliz von Abdul-Malik al-Huthi auf die Handelsschifffahrt.

## Geographie und Geschichte
Zwischen Bab al-Mandab und Kap Tschaplin an der Beringstraße liegt mit 10.940 km die größte Entfernung (Luftlinie) zweier Punkte innerhalb des asiatischen Kontinents. Im Bab al-Mandab liegen die unbewohnten Sawabi-Inseln.
Über Bab el-Mandab sollen frühe Menschen vom Typ Homo sapiens vor etwa 60.000 Jahren vom Afrikanischen Kontinent auf den Europäischen gelangt sein, der Meeresspiegel war damals niedriger.

## Schifffahrt und Piraterie
Alle Schifffahrtslinien von Europa zum Indischen Ozean (außer für Tanker, die zu groß für eine Durchfahrt durch den Suezkanal sind und um das Kap der Guten Hoffnung fahren müssen) führen durch den Bab al-Mandab. Für die Schifffahrtsverkehr zwischen Europa und Asien hat der Bab al-Mandab eine ähnlich wichtige Bedeutung wie der Suezkanal.
Das Auswärtige Amt gibt seit mindestens 2015 für alle Anrainer-Länder eine Reisewarnung heraus. Der Bab al-Mandab gehört zusammen mit dem Golf von Aden zu den weltweit am meisten durch Piraterie gefährdeten Gebieten. Seit 2001 laufen in dem Seegbieten verschieden internationale Marineoperationen zur Abwehr der Piraterie. An der ersten Operation 2001, Enduring Freedom nahm auch die Deutsche Marine teil. Aktuell sind deutsche Kräfte im Rahmen der Operation Atalanta bis Ende 2024 dort eingesetzt. Das Lagezentrum ist in Dschibuti.
Mit dem Beginn des Gaza-Krieges 2023 verstärkten sich die Angriffe der Houthi-Miliz vom Jemen aus auf die Schifffahrt durch den Bab al-Mandab. Verschiedene Länder schickten Kriegsschiffe zum Geleit und Abwehr von Angriffen der Huthi Streitkräfte. Die US-Regierung startete die Operation Prosperity Guardian um die Handels-Schifffahrt zu schützen. Mehrere Länder, darunter Großbritannien, Bahrain, Kanada, Frankreich, Italien, die Niederlande, Norwegen und die Seychellen wollen oder haben sich daran beteiligt. Die USA richteten die Combined Maritime Forces (CMF) eine multinationale Einsatzzentrale unter US-Führung mit Sitz am Standort der 5. US-Flotte in Bahrain. Die CMF hat 39 Mitglieder, darunter die NATO, Europäische Staaten sowie Länder des Nahen Ostens.

## Pläne zum Bau einer Brücke
Ein Unternehmen im Besitz von Tarek bin Laden plant den Bau einer Brücke über den Bab al-Mandab zwischen Jemen und Dschibuti über die dazwischen liegende Insel Perim. Das Projekt soll Wirtschaft und Handel in der Region fördern sowie afrikanischen Muslimen die Pilgerfahrt nach Mekka erleichtern. Es wird damit gerechnet, dass auch Migranten, die gegenwärtig den gefährlichen Weg über Boosaaso nehmen, die Route nutzen würden; Kritiker meinen, dass auch Terroristen profitieren und leichter von der arabischen Halbinsel nach Afrika gelangen würden.
Es gibt auch Vorschläge zum Bau eines Dammes am Bab al-Mandab, um das Rote Meer abzusperren und Energie aus Wasserkraft zu gewinnen: das Projekt Rotes-Meer-Damm.